# Santha Devi
Santha Devi (1927 – 20 de noviembre de 2010), más conocida por su nombre artístico Kozhikode Santha Devi, era una actriz de cine india de malayalam y actriz de teatro. Con una carrera de unos sesenta años, actuó en más de 1000 obras de teatro y cerca de 480 películas.

## Biografía
Santha Devi nació en Kozhikode en 1927 como la hija de Thottathil Kannakkuruppu y Karthiyayani Amma como la séptima hija de sus 10 hijos. Realizó sus estudios en la escuela de Sabha y luego en la escuela B.E.M. Se casó a la edad de 18 años con Balakrishnan el hijo de su tío que era un guardia de tren, pero la relación no duró mucho tiempo. Él la dejó a Santha Devi después que la pareja tuvo un hijo. Más tarde, se casó con Kozhikode Abdul Kader, un popular cantante de reproducción Malayalam. Era cristiana durante la época de su matrimonio y más tarde cambió su religión al islam. Ella tiene dos hijos de su segundo matrimonio, Suresh Babu y Sathyajith.
Ella hizo su debut como actriz a través de un drama llamado Smarakam en 1954, escrito por Vasu Pradeep y dirigida por Kundanari Appu Nair. Hizo su debut en el cine en Minnaminungu (1957) dirigida por Ramu Karyat. Ella ha actuado en más de 480 películas, incluyendo Moodupadam, Kuttikkuppayam, Kunjalimaraykkar, Iruttinte Athmavu, Sthalathe pradhana payyans y Adwaitham. Kerala Café, producido por el director Ranjith, fue su última película en la que promulgó el papel de una abuela abandonada, sin nadie que cuide de ella. Además de las películas, también era activa en series de televisión. Sus papeles más memorables son de Manasi y Minnukettu.
Santha Devi murió el 20 de noviembre de 2010 por la noche en un hospital privado en Kozhikode.

## Premios
Ella ganó el Premio Nacional de Cine a la Mejor Actriz de Reparto por su actuación en Yamanam (1992) dirigida por Bharat Gopi.